# Metodo di Résal
Il metodo di Résal, dal nome del progettista francese Louis-Jean Résal, chiamato anche metodo analitico tabellare ci consente di calcolare la spinta di un terrapieno quando si hanno condizioni morfologiche del terreno e geometriche del muro qualsiasi, cioè estradossi del terreno inclinati e paramento a monte dei muri inclinato. Questo metodo è tuttavia vincolato nel suo utilizzo a 3 fattori: Il primo è che la qualità del terreno deve essere tale per cui gli angoli di attrito interni φ devono essere uguali a 25°, 35° e 45°; Il secondo fattore è legato alla presenza più o meno del sovraccarico accidentale e cioè in presenza di quest'ultimo il metodo di Resal non può essere utilizzato; Il terzo fattore è legato alla possibilità del calcolo delle pressioni, infatti con questo metodo le pressioni non possono essere calcolate.
Résal calcola la spinta scomponendola in 2 componenti: verticale V ed orizzontale Q, trovate le 2 componenti attraverso il teorema di pitagora calcola la spinta come ipotenusa del triangolo rettangolo che si forma dalle 2 componenti. Nel calcolo delle 2 componenti Résal tiene conto di 2 coefficienti chiamati A e B, i quali valori vengono individuati attraverso una tabella (Tabella dei coefficienti A, B per il calcolo della spinta su manufatti di sostegno secondo Résal), valori indipendenti da 3 angoli: L'angolo di inclinazione del terrapieno ε, l'angolo di inclinazione del paramento murario α, l'angolo di attrito del terrapieno φ. Inoltre così come nel metodo di Coulumb generalizzato possiamo calcolare l'inclinazione della spinta che sarà uguale alla somma tra l'angolo di attrito terramuro θ(Testa) e l'angolo di inclinazione del paramento murario α. Quando il paramento a monte del muro è verticale l'angolo α=0 e l'angolo δ=θ.